# Мейнард фон Зегеберг
Мейнард (Мейнгард, Майнхард) фон Зегеберг (1127—1196), известный также как Святой Мейнард, — первый известный католический миссионер в Ливонии, первый епископ Икскюльский, каноник немецкого ордена Святого Августина из монастыря города Зегеберга в Гольштейне.

## Биография

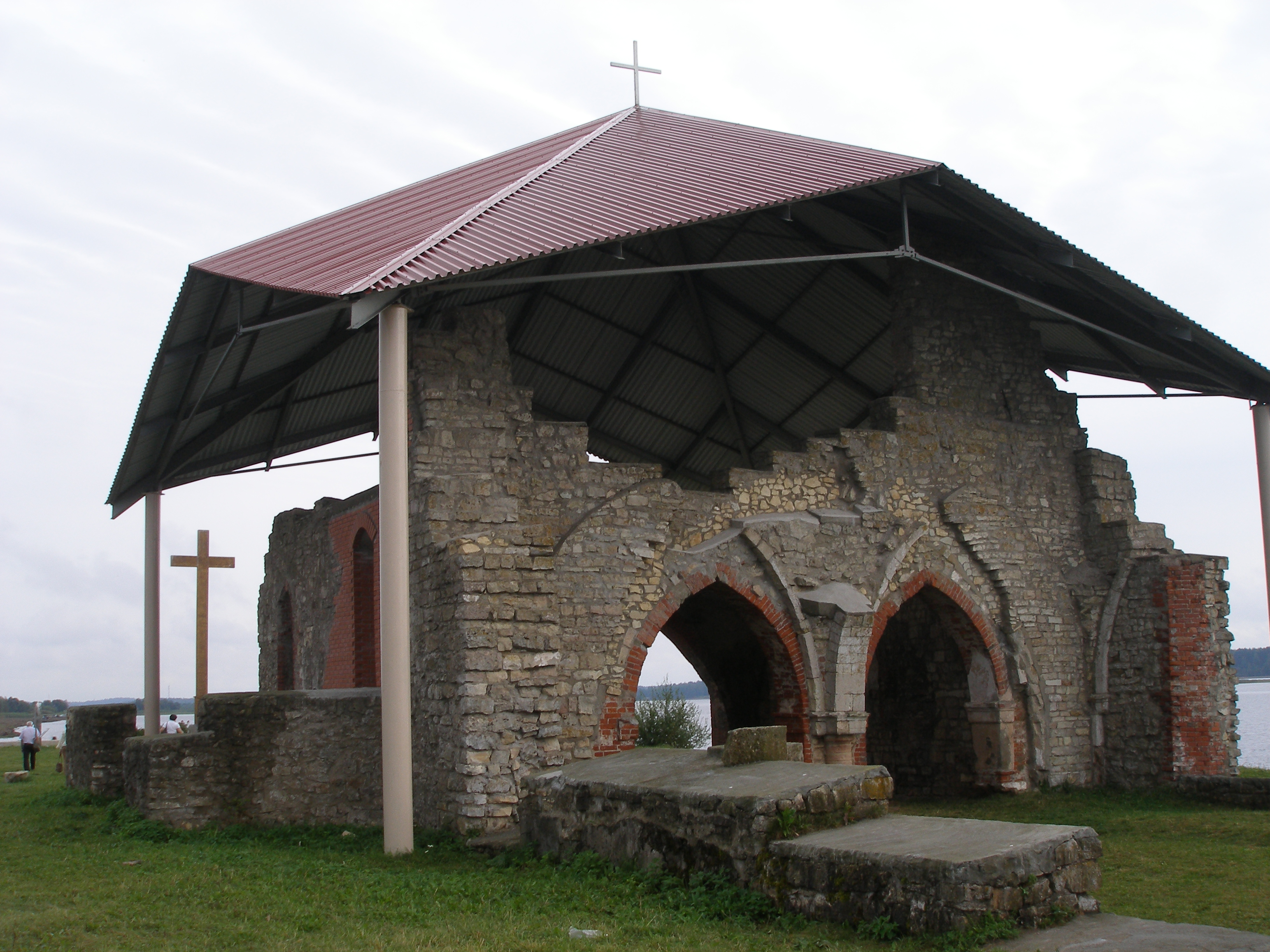
Руины церкви в Икшкиле, построенной Мейнардом Зегебергом близ Икшкиле

У историков-медиевистов нет единого мнения по поводу происхождения Мейнарда. Часть считает, что он происходил из семьи министериалов Бременского архиепископства, по мнению других — из знатного рода. Мейнард был каноником монастыря августинцев в Зегеберге, в землях западных славян. В этих землях с 1120-х годов католические монахи во главе с проповедником Вицелином вели миссионерскую деятельность. Некоторые историки считают, что Мейнард застал в живых основателя  зегебергского монастыря и известного проповедника христианства среди славян Вицелина, чей пример произвел на него большое впечатление
Мейнард принял монашество в августинском монастыре в Гольштейне, в городе Зегеберг, от чего и получил своё имя — Мейнард фон Зегеберг.

### Начало проповедей в Ливонии
В начале XIII века земли расположенные по течению Западной Двины были под властью Полоцка и на них де-юре распространялась власть православного Полоцкого епископа.
В западноевропейской, в основном немецкой, историографии Мейнард изображается как одинокий святой проповедник, который на склоне лет пустился в богоугодную авантюру. Мейнард неоднократно вместе с немецкими купцами посещал берега Западной Двины в роли священника или делопроизводителя. Во время этих визитов он осознал необходимость христианской проповеди среди местных язычников, христианизацией которых не занимался полоцкий князь-схизматик.
В 1160 году а устье Западной Двины немецкие купцы основали факторию, а в 1184 году вслед за купцами прибывает каноник Мейнард фон Зегеберг с целью христианизации варваров. Мейнард получил разрешение на проповедь католицизма у полоцкого князя, чья власть распространялась на населявших нижнее течение Западной Двины ливов. Также было получено разрешение на строительство храма и каменных укреплений. В 1185 году литовцы совершили нападение на ливов и немецкую колонию. Под угрозой литовских набегов немцы предложили старейшинам ливов построить каменные оборонительные сооружения в обмен на принятие христианства. После получения согласия, в этом же году, с острова Готланд прибыли мастера и начали строительство каменных замков на месте Икскюля и на острове Гольм. Замки строились около семи лет, но после завершения их строительства никто из ливов не принял христианства.
Мейнард прибыл в Ливонию вместе с купцами, которые торговали с ливами, и в 1184 году попросил у полоцкого князя Владимира разрешения проповедовать на его вассальных землях — у ливов, и получил такое разрешение. Историк А. П. Пятнов считает, что князь Владимир поступил так, ибо его родная сестра София приходилась супругой датскому королю Вальдемару I Великому (1157—1182).
В «Хронике Генриха Латвийского» об этом говорится: «Получив позволение, а вместе и дары от короля полоцкого, Владимира, которому ливы, ещё язычники, платили дань, названный священник смело приступил к божьему делу, начал проповедовать ливам и строить церковь в деревне Икесколе».
Мейнард построил первую небольшую деревянную часовню на Даугаве в местечке Икскюль (Üxküll, на ливском и современном эстонском языках это дословно означало üx, üks — один, первый и küll, küla — деревня) и стал первым проповедником западного христианства, который старался доносить слово Божие путем убеждения, а не огнём и мечом, за что и удостоился славы «Ливонского апостола». Впрочем, обращаемые в христианство язычники не отличались миролюбием, из-за чего Мейнарду неоднократно грозила смерть.
Зимой 1184—1185 года Мейнард и окормляемые им ливы пережили набег литвы, в результате которого понесли большой урон, и многие люди были уведены в рабство. Мейнард упрекнул ливов, что у них нет никаких укреплений, пообещав им построить замок при условии, что они примут крещение.
Поэтому уже в 1185 году на месте деревянной часовни каменщики, приглашённые с острова Готланд, возвели каменную церковь и небольшую крепость. Перед закладкой церкви ливы вторично пообещали креститься и часть сделала это, остальные обещали креститься, когда крепость будет закончена, однако и те и другие нарушили клятвы: уже крещённые вернулись к язычеству, а обещавшие в нём и остались.
Только что построенное укрепление, которое начали называть Гольм, попытались стащить в реку соседи земгалы, однако корабельными веревками разрушить скрепленный цементом замок они не смогли, и к тому же были обстреляны со стен, понеся значительный урон.
Тем временем жители соседнего поселения (ныне Саласпилс) прибегли к хитрости, использованной икскюльцами, и тоже получили каменную крепость при помощи Мейнарда ниже по течению Даугавы, в районе теперешнего Саласпилса — Кирхгольм.

### Создание епархии
Строительство каменных крепостей произвело впечатление на ливов, сообщает Генрих Латвийский: шестеро мужчин приняли крещение от Мейнарда.
За достигнутые успехи архиепископ Бремена Гартвиг II в 1186 году возвёл Мейнарда в сан епископа и создал первую в Ливонии епархию под его началом. 1 октября 1188 года папа Римский Климент III утвердил Мейнарда на «епископство Икскюль на Руси» (in Ruthenia), подчинив его Бременскому епископству и его главе Гартвигу II.
В 1188 году из-за неуплаченных долгов на Готланде были посажены в тюрьму русские купцы, из-за чего на время прекратилась торговля между Новгородом и западной Прибалтикой. А торговлю на Балтийском море сдерживал конфликт между Новгородом и Швецией. В результате в нижнем течении Даугавы морская торговля остановилась, однако появился сухопутный маршрут на Псков. Созданные Мейнардом крепости стали опорными пунктами на этом торговом пути, что позволило ему получить поддержку от купечества.
В 1190 году папа Климент III разрешил Мейнарду принять под свое начало всех орденских монахов и священников. В апреле 1193 года вновь избранный папа Целестин III своим письмом выразил ещё большую поддержку миссии, разрешив монахам отказаться от строгих ограничений в еде и одежде (отныне они могли употреблять продукты, предоставленные язычниками) и выдав всем членам миссии отпущение грехов (индульгенции). В это время к миссии присоединился Теодорих, монах из монастыря Локкум, который начал проповедовать в Турайде.
В конце XII века большинство ливов отказались исполнять данное обещание принять крещение, у Мейнарда возник конфликт с ливской аристократией. Его авторитет упал, из-за чего епископ решил искать военной помощи. Однако перед отъездом вновь получил заверения ливов в дружбе и остался в Икшкиле. Снова пережив предательство, Мейнард планировал добраться в купеческий лагерь на севере (на территории нынешней Эстонии), чтобы оттуда перебраться в Германию, однако получил предупреждение от турайдского старосты Анно о готовящемся покушении и укрылся в Икскюле.

Епископ скончался 12 октября 1196 года и был похоронен в церкви, которую построил. В XIV веке его мощи были перезахоронены в Рижском Домском соборе, где находятся по сей день.
Преемник Мейнарда на посту епископа — Бертольд Шульте — был убит в 1198 году в бою с язычниками-ливами. Это убийство побудило Теодориха отправиться в Рим за подмогой к папе Целестину III. Таково было начало балтийских крестовых походов.

## Память

Открытие памятника Мейнарду. 24 сентября 2010 года, Икшкиле

Возле построенной Мейнардом церкви в память о нём был установлен камень, который долгое время служил местом паломничества верующих. Сама церковь была разрушена, однако её остатки в настоящее время укреплены и закрыты от осадков. А в самом Икшкиле, возле дороги Рига—Огре, 24 сентября 2010 года установлен памятник Мейнарду. Его автор — скульптор Виктор Сушкевич, а идейный вдохновитель — академик Янис Страдыньш. Финансировал изготовление монумента президент «Itera Latvija», меценат Юрис Савицкис.
«Памятник Мейнарду на этом историческом месте — знак того, что необходимо возвращаться к христианским ценностям и чтить их. Это очень важное место. Ведомые верой, миссионеры отправлялись в дальние земли, часто рискуя жизнью, чтобы помочь людям в самом главном — в поисках пути к вечности. Чтобы осознать, что цель человека — жизнь с Богом, и Его можно найти, очищаясь от грехов и полагаясь на Господа в своём сердце», — сказал на церемонии открытия монумента кардинал Янис Пуятс.
8 сентября 1993 года, во время визита в Латвию, папа Иоанн Павел II канонизировал Мейнарда как первого латвийского апостола, епископа и святого.
Руины церкви в Икшкиле до сих пор сохраняются близ Икшкиле, на острове в реке Даугава, и им присвоен статус культурного памятника государственного значения  № 2884.